# フリーフォーム
フリーフォーム（英語: Freeform）は、ディズニー・エンターテインメントの傘下アメリカン・ブロードキャスティング・カンパニーの子会社ABCファミリー・ワールドワイド社が運営するテレビ局。

## 概要
1977年4月に開局。パット・ロバートソンのCBNがCBNサテライト・サービスとして開局した。その後は1981年にCBNケーブル・ネットワーク、1988年にCBNファミリー・チャンネル、1989年にザ・ファミリー・チャンネルと名称が変更された。
アメリカ合衆国内国歳入庁の規制により、非営利組織であるCBNはファミリー・チャンネルを保有することが出来なくなった為、1990年1月にインターナショナル・ファミリー・エンターテイメントの傘下となる。
1996年、フォックス・キッズ・ワールドワイド社（後にフォックス・ファミリー・ワールドワイド社）はニコロデオンやカートゥーン ネットワークに対抗する為、自社が保有するFox Kidsの番組を放送する専門チャンネルの開局を考えており、ニューズ・コーポレーションからインターナショナル・ファミリー・エンターテイメントに買収を提案。1998年に買収は完了し、フォックス・ファミリーとなる。
フォックスは日中は子供や10代の若者向けの番組を放送し、プライムタイムには家族向け番組の放送を考えていたが、視聴者離れを招き、チャンネルの人気が急落。
2001年にフォックス・ファミリー・ワールドワイド社がディズニー社に買収され、ABCファミリーとなる。2016年1月、フリーフォームにチャンネル名が変更され、現在に至る。

## 主な番組
- プリティ・リトル・ライアーズ
- アメリカズ・ファニエスト・ホームビデオ（番版）

その他ABCで放送されたテレビドラマの再放送なども放送される。